# Realizarea dreptului
Noțiunea „realizarea dreptului” în teoria dreptului ocupă un loc destul de important, fiind cercetat în literatura de specialitate. Dar, de la cunoașterea noțiunii realizării dreptului pînă la înțelegerea mecanismului – avem o distanță enormă. 
În doctrina juridică termenul de „mecanismul realizării dreptului” nu este nou, el într-o oarecare măsura a fost analizat. Așa, V.V. Lazarev, remarcă că analiza sub diferite aspecte a realizării dreptului permite de a se prezenta în calitatea unui mecanism concret, în care un interes sporit îl au metodele de asigurare a acestui proces și acele forme în care el activează . “Dreptul este nimic, scrie L.S. Iavici, dacă normele sale nu găsesc realizarea în activitatea oamenilor și a organizațiilor lor, în relațiile obștești. Nu este posibil de înțeles dreptul, dacă ne-am îndepărta de la mecanismul realizării lui în viața societății” .
Pentru înțelegerea unor importante părți a mecanismului realizării dreptului este important de al limita de alte mecanisme asemănătoare, des întîlnite în literatura de specialitate. Ar fi logic de început cu cercetarea întrebării corelației mecanismului realizării dreptului cu mecanismul creării dreptului (tehnica legislativă).